# Olfert Fischer
Pour les articles homonymes, voir Fischer (nom de famille).
Johan Olfert Fischer, né le 4 août 1747 à Copenhague et mort le 18 février 1829 dans sa ville natale, est un vice-amiral danois. Il est connu pour avoir mené la flotte dano-norvégienne contre les Britanniques de l’amiral Nelson lors de la bataille de Copenhague de 1801.

## Biographie
Olfert Fischer naît le 4 août 1747 à Copenhague. Promis à une carrière dans la Marine, son père est lui-même vice-amiral dans la flotte royale dano-norvégienne. Il devient cadet naval dès 1753 et reçoit une éducation exclusivement tourné sur l’instruction maritime et militaire.

### Début de carrière difficile
Promu sous-lieutenant en 1763, son ascension dans la hiérarchie est ralentie lorsqu’une affaire avec une prostituée éclate, le rétrogradant et tachant son statut. Cette prostituée qu’il a connu sur l’île d’Holmen l’accuse de l’avoir agressé violemment, ce qui conduit le jeune officier à passer en tribunal militaire.
En 1784, alors capitaine, il est envoyé aux Antilles à bord du Bornholm. Il rencontre pour la première fois Horatio Nelson, alors capitaine du HMS Bordeas en 1786. De retour au Danemark en 1788, il prend part en tant qu’officier général à la guerre russo-suédoise. À la fin du conflit, il réalise plusieurs tâches à bords de vaisseaux différents jusqu’en 1800 où il est promu commodore et est assigné à la défense de Copenhague.

### Bataille de Copenhague: 1801
À bord de son navire amiral, le Dannebrog, il tente d'organiser la défense de sa capitale pour affronter la flotte de Nelson. Cependant, le Dannebrog prend feu au début de la bataille et Fischer est contraint de transférer son commandement, d'abord sur un autre navire, puis, lorsque ce dernier a été également endommagé, sur une batterie basée à terre. Dans ces circonstances, Fischer n'a que peu de contrôle sur la situation. Bien que la flotte danoise livre une bataille acharnée, les forces britanniques, beaucoup plus nombreuses, finissent par la submerger et parviennent à débarquer 10 000 hommes à Copenhague. Il est toutefois décoré de la médaille commémorative de cette bataille.

### Fin de carrière

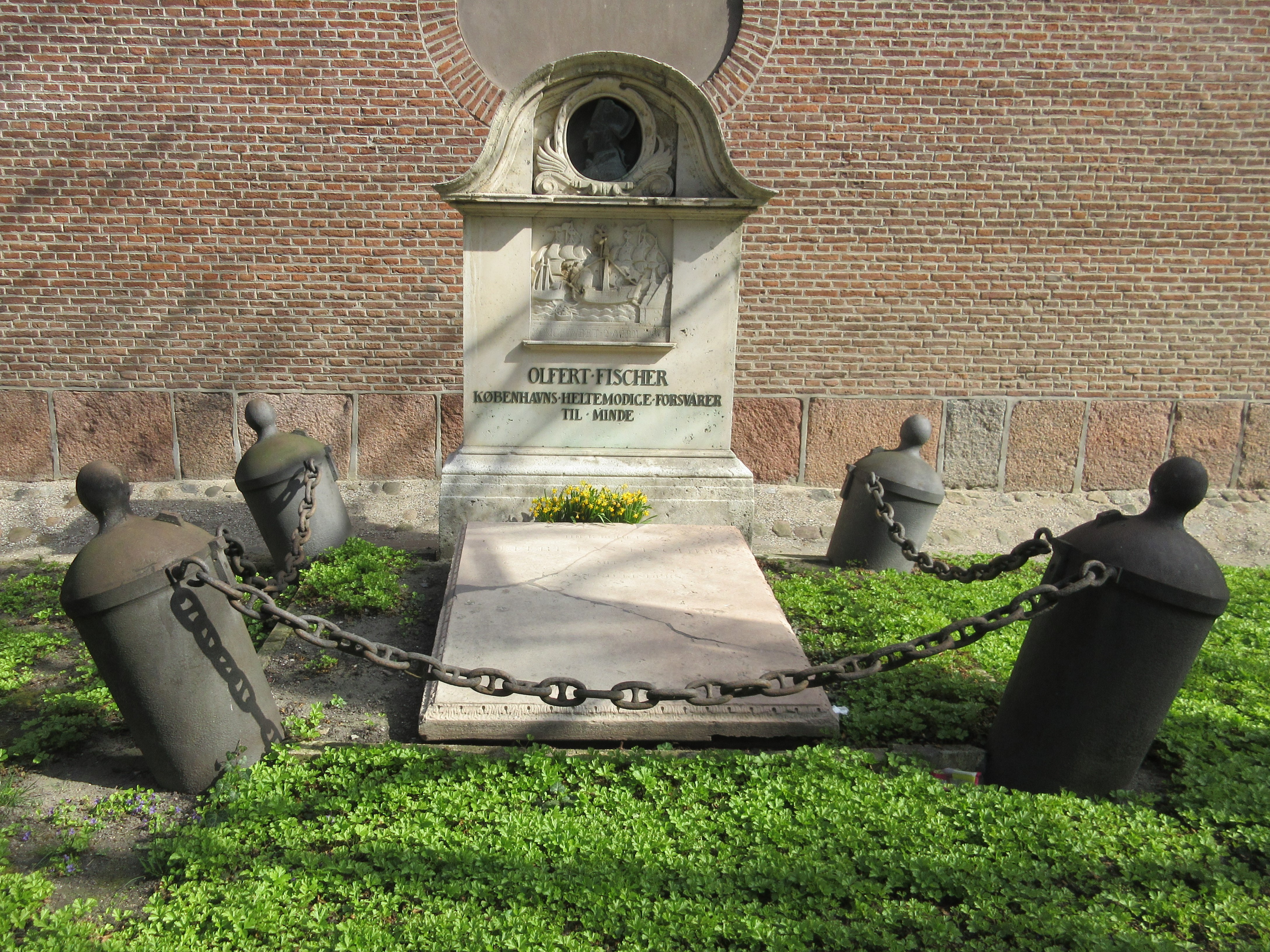
Tombe d’Olfert Fischer, à Copenhague

En 1809, il est promu contre-amiral puis élevé au rang de vice-amiral en 1825, avant de prendre sa retraite et recevoir l’Ordre de Dannebrog. Il meurt le 18 février 1829 à Copenhague, il repose aujourd’hui dans cette ville.

## Hommages et décorations

### Décorations
- Commandeur de l'ordre du Dannebrog, 25 mai 1826

### Hommages
Une corvette danoise en service de 1981 à 2009 portait son nom.